# Lijst van rijksmonumenten in Kapelle (gemeente)
De gemeente Kapelle telt 50 inschrijvingen in het rijksmonumentenregister, hieronder een overzicht. 

## Biezelinge
De plaats Biezelinge telt 4 inschrijvingen in het rijksmonumentenregister.
| Object | Oorspronkelijke functie?  | Bouwjaar     | Architect             | Locatie       | Coördinaten?                  | Nr.?   | Afbeelding                |
| --- | ------------------------- | ------------ | --------------------- | ------------- | ----------------------------- | ------ | ------------------------- |
| Terrein waarin overblijfselen van het Jonkvrouwenklooster Jeruzalem                                                  | Archeologisch monument    | Middeleeuwen |                       | Kloosterhoek  | 51° 28' 33" NB, 3° 58' 20" OL | 45704  | Upload foto               |
| Nederlands Hervormde Kerk                                                                                            | Kerk en kerkonderdeel     | 1877-1878    | J.H. Hanninck (toren) | Noordstraat 4 | 51° 28' 31" NB, 3° 57' 48" OL | 508048 | Nederlands Hervormde Kerk |
| Ten zuiden van de kerk gelegen familiegraf met vier graven                                                           | Begraafplaats en -onderdl | 1850-1900    |                       | Noordstraat 4 | 51° 28' 31" NB, 3° 57' 48" OL | 508049 | Meer afbeeldingen         |
| Oorspronkelijk dorpsherberg, later Pastorie van de hervormde gemeente, thans woonhuis. Sinds 1955 "De Haven" genaamd | Kerkelijke dienstwoning   | 1863         | J.H. Hanninck         | Marktplein 20 | 51° 28' 27" NB, 3° 57' 44" OL | 508052 | Meer afbeeldingen         |

## Eversdijk
De plaats Eversdijk telt 3 inschrijvingen in het rijksmonumentenregister.
| Object | Oorspronkelijke functie?  | Bouwjaar     | Architect | Locatie          | Coördinaten?                 | Nr.?  | Afbeelding |
| --- | ------------------------- | ------------ | --------- | ---------------- | ---------------------------- | ----- | --- |
| Kerkhof van voormalige parochie Eversdijk, omheind terrein met naast gelegen vijver | Begraafplaats en -onderdl |              |           | Kerkhofweg bij 2 | 51° 28' 5" NB, 3° 57' 4" OL  | 23486 | Meer afbeeldingen |
| Woonhuis in gele baksteen onder zadeldak en bekroond door hoekschoorstenen met schilden en smeedijzeren siertop. 6-ruits schuiframen | Boerderij                 | 18e eeuw     |           | Eversdijkseweg 7 | 51° 28' 3" NB, 3° 57' 10" OL | 23487 | Meer afbeeldingen |
| Kleine hoeve. Gepleisterd woonhuis met pannen gedekt. Voordeur in langsgevel aan de straat met bewerkt kalf. Dicht bijeen gelegen staafankers. Bakgoot op klossen. T-schuiframen met paneelluiken. Rechts in lengterichting aangebouwde, zwart geteerde houten schuur met witte omrandingen en pannen zadeldak. Zwart houten wagenhuisje met pannen gedekt; idem varkenshok | Boerderij                 | 18e/19e eeuw |           | Kerkhofweg 2     | 51° 28' 4" NB, 3° 57' 3" OL  | 23488 | Kleine hoeve. Gepleisterd woonhuis met pannen gedekt. Voordeur in langsgevel aan de straat met bewerkt kalf. Dicht bijeen gelegen staafankers. Bakgoot op klossen. T-schuiframen met paneelluiken. Rechts in lengterichting aangebouwde, zwart geteerde houten schuur met witte omrandingen en pannen zadeldak. Zwart houten wagenhuisje met pannen gedekt; idem varkenshok |

## Kapelle
De plaats Kapelle telt 8 inschrijvingen in het rijksmonumentenregister. Zie Lijst van rijksmonumenten in Kapelle (plaats) voor een overzicht.

## Schore
De plaats Schore telt 6 inschrijvingen in het rijksmonumentenregister.
| Object | Oorspronkelijke functie? | Bouwjaar                                                            | Architect | Locatie            | Coördinaten?                  | Nr.?   | Afbeelding        |
| --- | ------------------------ | ------------------------------------------------------------------- | --------- | ------------------ | ----------------------------- | ------ | ----------------- |
| Woonhuis met langsgevel, op vrijwel rechthoekige plattegrond, één bouwlaag hoog met zadeldak | Woonhuis                 | 1908                                                                |           | Frisostraat 13     | 51° 27' 48" NB, 3° 59' 52" OL | 508042 | Upload foto       |
| Dwarsdeelschuur met houten, zwart geteerde, gepotdekselde langsgevels; bakstenen/gepleisterde plinten; kopgevels steen | Boerderij                | 1908                                                                |           | Frisostraat 13     | 51° 27' 48" NB, 3° 59' 52" OL | 508043 | Upload foto       |
| Houten wagenschuur op bakstenen plint; rechthoekige plattegrond. Zwart geteerde, gepotdekselde houten delen. In voorgevel vier stel wit geschilderde dubbele open latten wagendeuren en één stel zwarte gesloten wagendeuren. Kleine rechthoekige vensters met diagonale roedeverdeling. Zadeldak, aan zuidwestzijde gedekt met gesmoorde oegstgeesterpannen; aan noordoostzijde met rode kruispannen; makelaar. Aanbouwtje met lessenaarsdak aan zuidoostzijde. | Boerderij                | 1908                                                                |           | Frisostraat 13     | 51° 27' 48" NB, 3° 59' 52" OL | 508044 | Upload foto       |
| Bakhuis in grijze zandsteen, rode bakstenen banden, bogen; één bouwlaag hoog met zadeldak; rechthoekige plattegrond. Noordoostgevel met eenvoudige houten deur met bovenlicht en schuiframen met roedeverdeling. Zadeldak gedekt met rode kruispannen; eenvoudig bakgoot op klossen; strakke windveren | Boerderij                | 1908                                                                |           | Frisostraat 13     | 51° 27' 48" NB, 3° 59' 52" OL | 508045 | Upload foto       |
| Varkensstal in grijze zandsteen, rode bakstenen banden en bogen; één bouwlaag hoog met zadeldak; rechthoekige plattegrond. Noordoostgevel met houten deur, kleine getoogde venstertjes met roedeverdeling. In kopgevel nieuw ingezette garagedeur. Zuidwestgevel met reeks geteerde houten deurtjes met halfrond venstertje er boven. Zadeldak gedekt met rode kruispannen; eenvoudige bakgoot op klossen; strakke windveer                                      | Boerderij                | 1908                                                                |           | Frisostraat 13     | 51° 27' 48" NB, 3° 59' 52" OL | 508046 | Upload foto       |
| Hervormde kerk met fronttoren en aangebouwde consistorie | Kerk en kerkonderdeel    | 1942, ter vervanging van de door oorlogsgeweld verwoeste voorganger |           | Nieuwe Kerkplein 4 | 51° 27' 47" NB, 3° 59' 59" OL | 508054 | Meer afbeeldingen |

## Wemeldinge
De plaats Wemeldinge telt 29 inschrijvingen in het rijksmonumentenregister. Zie Lijst van rijksmonumenten in Wemeldinge voor een overzicht.
Borsele ·
Goes ·
Hulst ·
Kapelle ·
Middelburg ·
Noord-Beveland ·
Reimerswaal ·
Schouwen-Duiveland ·
Sluis ·
Terneuzen ·
Tholen ·
Veere ·
Vlissingen